# Lorena (nome)
Lorena (pronuncia: [loˈrɛna]) è un nome proprio di persona italiano femminile.

## Varianti in altre lingue
- Croato: Lorena[1]
- Inglese: Lorraine[2], Laraine[2], Lauraine[2], Loraine[2], Lorainne[2], Lorayne[2]
  - Ipocoristici: Lori[2]
- Portoghese: Lorena[1]
- Spagnolo: Lorena[1]

## Origine e diffusione
Riprende il toponimo della Lorena, una regione della Francia orientale, in francese Lorraine; deriva dal latino medievale Lotharingia (da Lothari regnum), che ha il significato di "regno di Lotario".
Per quanto riguarda l'utilizzo come nome proprio di persona in italiano, è un nome ideologico diffusosi tra il XVIII e il XIX secolo in riferimento alla dinastia di Lorena. In lingua inglese invece, dove mantiene la forma francese Lorraine, è in uso dal tardo XIX secolo: portato all'attenzione pubblica dalla contesa della Lorena tra Germania e Francia dopo la prima guerra mondiale, acquisì valore di nome probabilmente grazie alla sua somiglianza con Laura. Va notato che anche in inglese è diffuso il nome "Lorena", ma in tal caso si tratta di un derivato di Lauren, forma inglese di Lorenza.

## Onomastico
Il nome è adespota, cioè non esiste alcuna santa che lo porti, quindi l'onomastico ricorre il 1º novembre, festa di Tutti i Santi.

## Persone

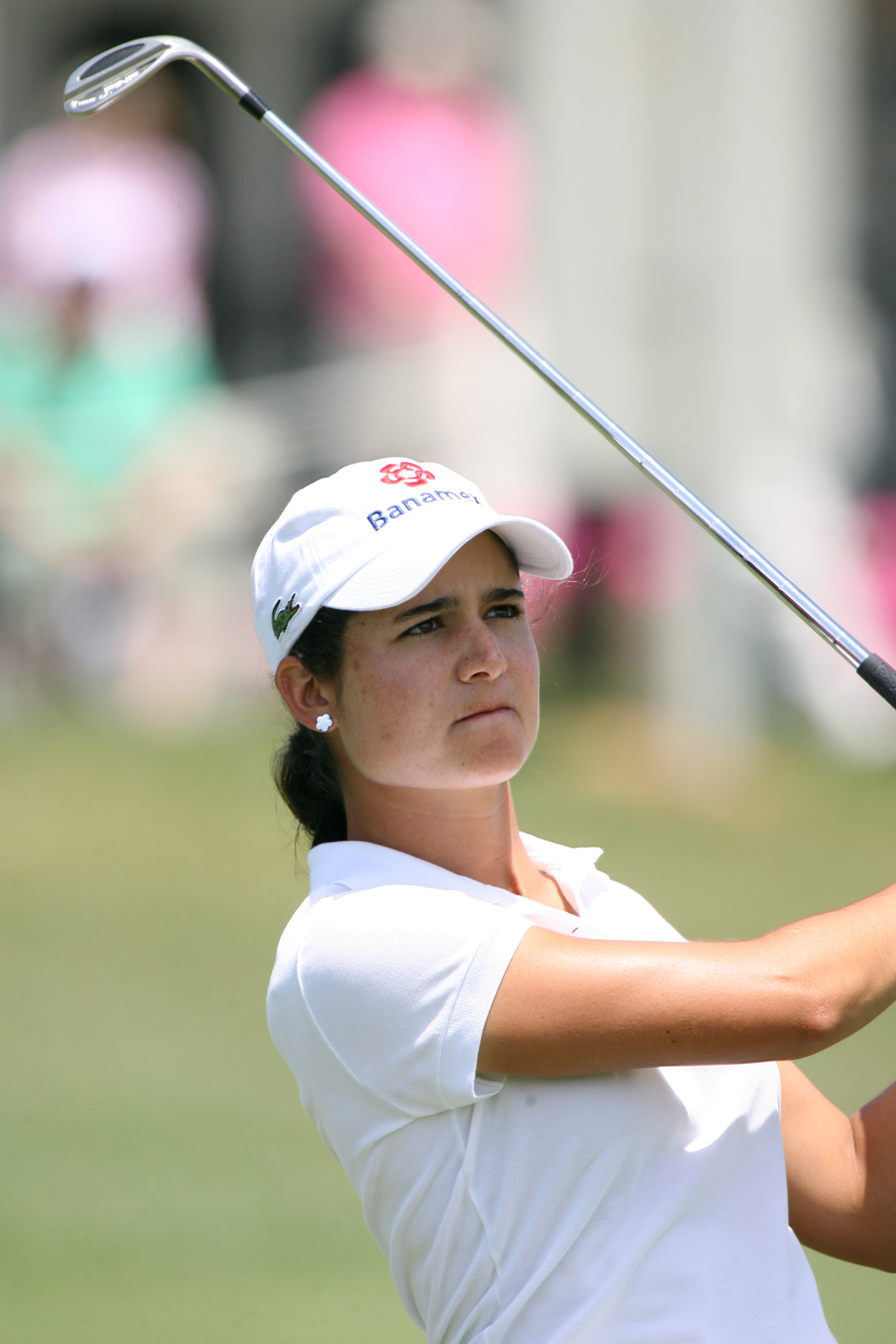
Lorena Ochoa

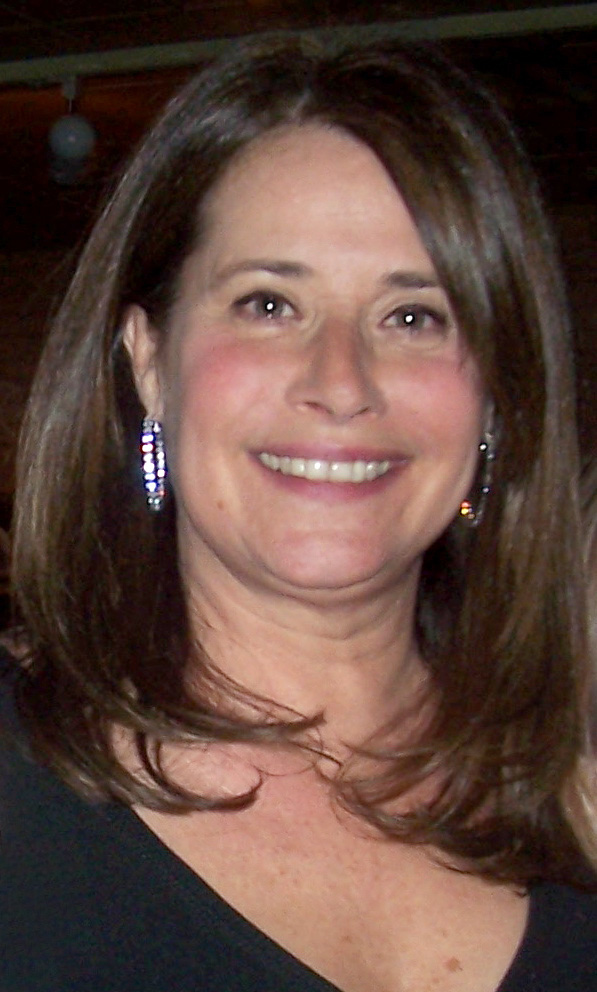
Lorraine Bracco

- Lorena Berdún, personaggio televisivo spagnolo
- Lorena Bernal, modella spagnola
- Lorena Bertini, doppiatrice italiana
- Lorena Bianchetti, conduttrice televisiva, giornalista, attrice e autrice italiana
- Lorena Bobbitt, protagonista di un caso di cronaca statunitense del 1993
- Lorena Fontana, cantante e musicista italiana
- Lorena Forteza, attrice colombiana
- Lorena Meritano, attrice e modella argentina
- Lorena Milanato, politica e imprenditrice italiana
- Marie Lorena Moore, vero nome di Lorrie Moore, scrittrice statunitense
- Lorena Ochoa, golfista messicana
- Lorena Preta, psicoanalista italiana
- Lorena Sanchez, pornoattrice statunitense
- Lorena Sánchez, calciatrice spagnola
- Lorena Van Heerde, modella spagnola

### Variante Lorraine
- Lorraine Bracco, attrice statunitense
- Lorraine Coghlan, tennista australiana
- Lorraine Crapp, nuotatrice australiana
- Lorraine De Selle, attrice, produttrice televisiva e sceneggiatrice italiana naturalizzata francese
- Lorraine Downes, modella neozelandese
- Lorraine Fenton, atleta giamaicana
- Lorraine Gary, attrice statunitense
- Lorraine Hansberry, scrittrice e drammaturga statunitense
- Lorraine Hunt Lieberson, mezzosoprano statunitense
- Lorraine Pilkington, attrice irlandese

### Variante Laraine
- Laraine Day, attrice statunitense
- Laraine Newman, attrice e doppiatrice statunitense

## Il nome nelle arti
- Lorena è un personaggio della serie televisiva True Blood, tratta dai romanzi del ciclo di Sookie Stackhouse scritti da Charlaine Harris.
- Lorena Kay è un personaggio del film del 1974 La nave maledetta, diretto da Amando de Ossorio.
- Lorraine Baines McFly è un personaggio del film del 1985 Ritorno al futuro, diretto da Robert Zemeckis.
- Lorena è un personaggio del film del 1999 Pazzo d'amore, diretto da Mariano Laurenti e Luciano Caldore.
- Lorena Fanchetti è un personaggio del film del 2003 Dummy, diretto da Greg Pritikin.
- Lorena è un personaggio della sitcom Fuori corso.
- Lorena Davì è un personaggio della soap opera Incantesimo.
- Lorena è un personaggio del romanzo Il ciclo dell'odio scritto da Keith R. A. DeCandido.
- Ella Lorena Kennedy è un personaggio del romanzo di Margaret Mitchell Via col vento.
- In campo musicale, Lorraine è una canzone dei Bad Manners.